# Anad Abid
Anad Abid Tweresh (sinh ngày 3 tháng 8 năm 1955) là một cựu cầu thủ bóng đá người Iraq chơi ở vị trí Tiền đạo. Ông từng cùng Đội tuyển Iraq tham dự FIFA World Cup 1986.

## Danh hiệu

### Câu lạc bộ
Al-Zawraa
- Giải ngoại hạng Iraq mùa giải 1982–83: Vô địch 
  - Vô địch:

Al-Rasheed
- Cúp vô địch các câu lạc bộ Ả Rạpnnămm 1985: Vô địch